# Куанг Нин (провинция)
Куанг Нин (на виетнамски: Quảng Ninh) е виетнамска провинция разположена в регион Донг Бак. На север граничи с Китай, на югизток с община Хайфонг и провинция Хай Дуонг, на изток с провинциите Бак Жианг и Ланг Сон, а на запад и югозапад с Южнокитайско море. Населението е 1 243 600 жители (по приблизителна оценка за юли 2017 г.).

## Административно деление
Провинция Куанг Нин се състои от един самостоятелен град Ха Лонг, три самостоятелни градчета Тям Фа, Монг Кай и Уонг Би, и от десет окръга:
- Ба Те
- Бин Лию
- Ко То
- Дам Ха
- Донг Трию
- Хай Ха
- Хоан Бо
- Тиен Йен
- Ван Дон
- Йен Хунг